# Джулюница (река)
Вижте пояснителната страница за други значения на Джулюница.
Джулюница е река в Северна България. Дължината ѝ е 85,3 km. Тя, заедно със Стара река, образуват река Лефеджа в която се влива на север от село Джулюница, която се влива в Янтра. За начален приток се приема река Веселина, която извира югозападно от село Дрента в Еленο-Твърдишката Планина. Тече на север като образува скаровидна мрежа.
На река Веселина е изграден язовир „Йовковци“. В реката има голямо разнообразие от риба. Подходяща е за риболов както през лятото така и през зимата. Водите на Джулюница се използват за водоснабдяване и напояване.